# 福岡市消防局
福岡市消防局（ふくおかししょうぼうきょく）は、福岡県福岡市の消防部局（消防本部）。管轄区域は福岡市内7区。
1992年（平成4年）、全国に先駆け略帽をアポロキャップ型に変更、その2年後の1994年（平成6年）に一般警防隊及び制服の左袖にエムブレム着用。その後、日本中の消防本部、警察、警備会社等がそれを急速に取り入れた。

## 概要
- 消防局本部（福岡市消防本部）：福岡市中央区舞鶴3丁目9番7号
- 管内面積：343.39km2
- 職員数：1,080人
- 消防署7ヵ所、出張所23ヵ所
- 主力機械（2024年3月25日現在）
  - 水槽付き消防ポンプ車：33台 ‐ このうち3台は寄贈された車両である。
  - はしご付消防ポンプ自動車：7台
  - 小型はしご付消防ポンプ自動車：2台
  - 化学消防ポンプ自動車：2台
  - 大型化学高所放水車：2台
  - 小型ポンプ車積載型：3台
  - 指揮自動車：7台 - ポンプ付き
  - 救助工作車：10台
  - 救急車：42台 - このうち27台は寄贈された救急車である[1]。
  - 泡原液搬送車：2台
  - 資器材搬送自動車：1台
  - 照明自動車：1台
  - 特殊災害対応車：3台
  - 重機搬送車：1台
  - ホース延長自動車：7台
  - 機動支援車：1台
  - 機動連絡自動車：1台
  - 緊急連絡自動車：13台
  - 査察自動車：8台
  - 緊急輸送自動車：7台 - このうち1台は寄贈された車両である。
  - 大型ブロアー車：1台
  - ウォーターカッター車：1台
  - 大型除染システム車：1台
  - 拠点機能形成車：1台
  - 大容量送水ポンプ車：1台（DHCU）
  - 大型放水砲搭載ホース延長車：1台（DHCU）
  - 燃料補給車：1台
  - 事務連絡車等：73台
  - 消防ヘリコプター：2機 - AS365N3型「ゆりかもめ」(JA08FC)、AS365N3型「ほおじろ」 (JA18AR)
  - 消防艇：1艇「飛龍」
  - 合計：236台

【主力機械に関する参考文献：令和4年消防年報（福岡市消防局）】

## 沿革
- 1873年 福岡部に第1番組（33人）、博多部に第2番組（122人）の2公設消防組が創設する。
- 1948年3月 官設消防を引き継ぎ、福岡市消防本部及び福岡消防署が発足する。
  - 消防署：1、出張所：2（千代町、西新町）、派出所：5（箱崎、堅粕、黒門、草ヶ江、姪浜）
- 1950年1月 福岡市消防局と改称し、福岡消防署を中央消防署と改称、千代町出張所が東消防署に昇格、西新町出張所が西消防署に昇格し3署体制となる。箱崎、堅粕、姪浜の各派出所が出張所に昇格する。
- 1950年7月 救急業務を開始する。
- 1951年10月 消防艇「飛龍」を導入し、水上消防署を開設する。
- 1952年3月 冷泉臨時派出所を開設する。
- 1954年10月 三宅派出所を開設する。
- 1955年6月 南臨時派出所を開設する。
- 1956年6月 東消防署が新築のうえ移転する。雑餉隈派出所及び名島派出所を開設する。冷泉臨時派出所が派出所に昇格する。
- 1957年3月 三宅派出所が出張所に昇格する。
- 1957年5月 南消防署を開設し、南臨時派出所を廃止する。水上消防署は中央消防署水上派出所となる。
- 1958年6月 西消防署が新築のうえ移転する。黒門派出所及び冷泉派出所が出張所に昇格する。
- 1959年3月 草ヶ江派出所を廃止し、田島出張所を開設する。
- 1960年3月 那珂出張所を開設する。
- 1961年5月 長浜出張所を開設する。堅粕派出所が出張所に昇格する。
- 1961年9月 室見出張所を開設する。
- 1962年7月 博多駅南出張所を開設する。
- 1963年4月 今宿派出所を開設する。
- 1966年4月 消防本部及び中央消防署の合同庁舎を新築のうえ開設し、旧中央消防署庁舎に天神出張所を開設する。
- 1968年4月 福岡市消防音楽隊が正式に発足する。
- 1969年4月 派出所を出張所に改称する。平和出張所を開設する。
- 1971年10月 東消防署が新築のうえ移転する。
- 1972年4月 福岡市が政令指定都市に移行する。空港出張所を開設する。
- 1972年11月 和白出張所を開設する。
- 1973年4月 天神出張所が天神分署に昇格する。
- 1974年4月 西戸崎出張所を開設する。
- 1974年6月 花畑出張所を開設する。
- 1975年4月 福岡市消防航空隊が発足する。消防防災ヘリコプターとしてSA316アルエットIII「あかとんぼ」を導入。
- 1978年4月 田隈出張所を開設する。黒門出張所及び長浜出張所を統廃合し、荒戸出張所を開設する。
- 1979年5月 南消防署が新築のうえ移転する。
- 1980年5月 桧原出張所を開設する。
- 1981年5月 多々良出張所を開設する。
- 1981年10月 中央消防署を博多消防署に改称する。中央消防署を開設し、1区1署体制となる。大名出張所を開設する。
- 1984年3月 名島出張所が移転し、香椎出張所と改称する。
- 1984年10月 城南消防署を開設する。
- 1986年4月 西消防署を早良消防署に改称する。西消防署を開設し、1区1署体制となる。
- 1987年4月 田島出張所を廃止し、飯倉出張所を開設する。
- 1988年4月 平和出張所が移転し、笹丘出張所と改称する。
- 1988年7月 早良消防署が新築のうえ移転する。
- 1988年8月 那珂出張所が移転し、板付出張所と改称する。
- 1989年2月 消防艇を3代目「飛龍」に更新。
- 1990年4月 壱岐出張所を開設する。博多駅南出張所が移転し、上牟田出張所と改称する。
- 1991年6月 消防ヘリコプター「ゆりかもめ」を長崎県普賢岳噴火災害に派遣。眉山に取り残された放送局員10名をホイスト救助。
- 1992年4月 三宅出張所が移転し、曰佐出張所と改称する。
- 1992年5月 初の高規格救急車を博多消防署に配置し、救急救命士が業務を開始する。
- 1993年4月 消防本部庁舎が現在地に新築のうえ移転する。
- 1995年1月 阪神・淡路大震災に応援出場。
- 1995年4月 雑餉出張所が移転し、那珂南出張所と改称する。
- 1996年6月13日 福岡空港ガルーダ航空機離陸事故に出場。
- 2001年2月 博多消防署水上出張所が移転し、東消防署水上出張所となる。
- 2004年10月 博多消防署が移転する。
- 2005年10月 東入部出張所を開設する。
- 2005年12月 元岡出張所を開設する。
- 2007年4月 博多消防署堅粕出張所と早良消防署室見出張所の特別救助隊を特別高度救助隊に指定した。
- 2007年7月 熊本県美里町の集中豪雨で、住民救助のため消防ヘリコプター「ほおじろ」を派遣（平成19年版『消防白書』）
- 2008年9月 東消防署新築、東区千早4丁目に移転　東消防署香椎出張所廃止
- 2008年11月 博多消防署堅粕出張所に救急隊を新たに配置。
- 2009年6月 福岡市消防情報メール(ふくしょうメール)サービス開始。
- 2009年10月 インドネシア共和国スマトラ島沖地震災害に国際消防救助隊を派遣した。
- 2011年2月 ニュージーランドカンタベリー地震（クライストチャーチ）に国際消防救助隊を派遣した。
- 2011年3月 東日本大震災（東北）に、緊急消防援助隊（福岡県隊）を派遣する。
- 2012年3月1日 消防艇を4代目「飛龍」に更新。
- 2012年7月 平成24年7月九州北部豪雨に応援出場。
- 2014年4月 博多消防署の救急隊が2隊体制になる。
- 2015年5月 口永良部島噴火に対して緊急消防援助隊（福岡県隊）を派遣する。
- 2015年6月 アドヴェンチャー株式会社より、ポンプ車と救急車が寄贈された。
- 2015年7月 消防救急無線がアナログ方式からデジタル方式へ切替え。
- 2016年4月 堅粕特別救助隊・室見特別救助隊に小型梯子車（MVF）を配置。
- 2016年4月 熊本地震に伴い熊本県に、緊急消防援助隊（福岡県隊）を派遣する。
- 2017年7月 平成29年7月九州北部豪雨に応援出場。
- 2017年11月 福岡都市圏消防共同指令センターの運用開始[2]。
- 2018年2月 消防航空隊「ほおじろ」の更新・運用開始。
- 2018年4月 中央消防署新築、中央区那の津2丁目に移転。中央消防署荒戸出張所及び大名出張所を廃止し、平尾出張所を開設する。
- 2018年4月 九州初となる機動救助隊（愛称はハイパーレスキューFUKUOKA）（本部直結の特別高度救助隊）を発足し中央消防署に配備する（堅粕特別救助隊・室見特別救助隊は特別高度救助隊から高度救助隊に指定変更）。
- 2019年3月 総務省消防庁からエネルギー・産業基盤災害即応部隊（ドラゴンハイパー・コマンドユニット）用車両貸与を受ける。
- 2019年4月 中央消防署平尾出張所の救急隊が2隊体制になる。
- 2019年6月 緊急消防援助隊として「NBC災害即応部隊」発足。
- 2019年9月 エネルギー・産業基盤災害即応部隊（ドラゴンハイパー・コマンドユニット）の運用を開始[3]。運用は早良消防署田隈出張所。車両は福岡市消防学校に配置。
- 2024年5月　福岡市水素リーダープロジェクトの一貫として、日本初となるFC救急車（水素救急車）の試験運用を開始した。運用は、本部機動救急隊とし福岡市消防本部に配置。

## 組織・消防署

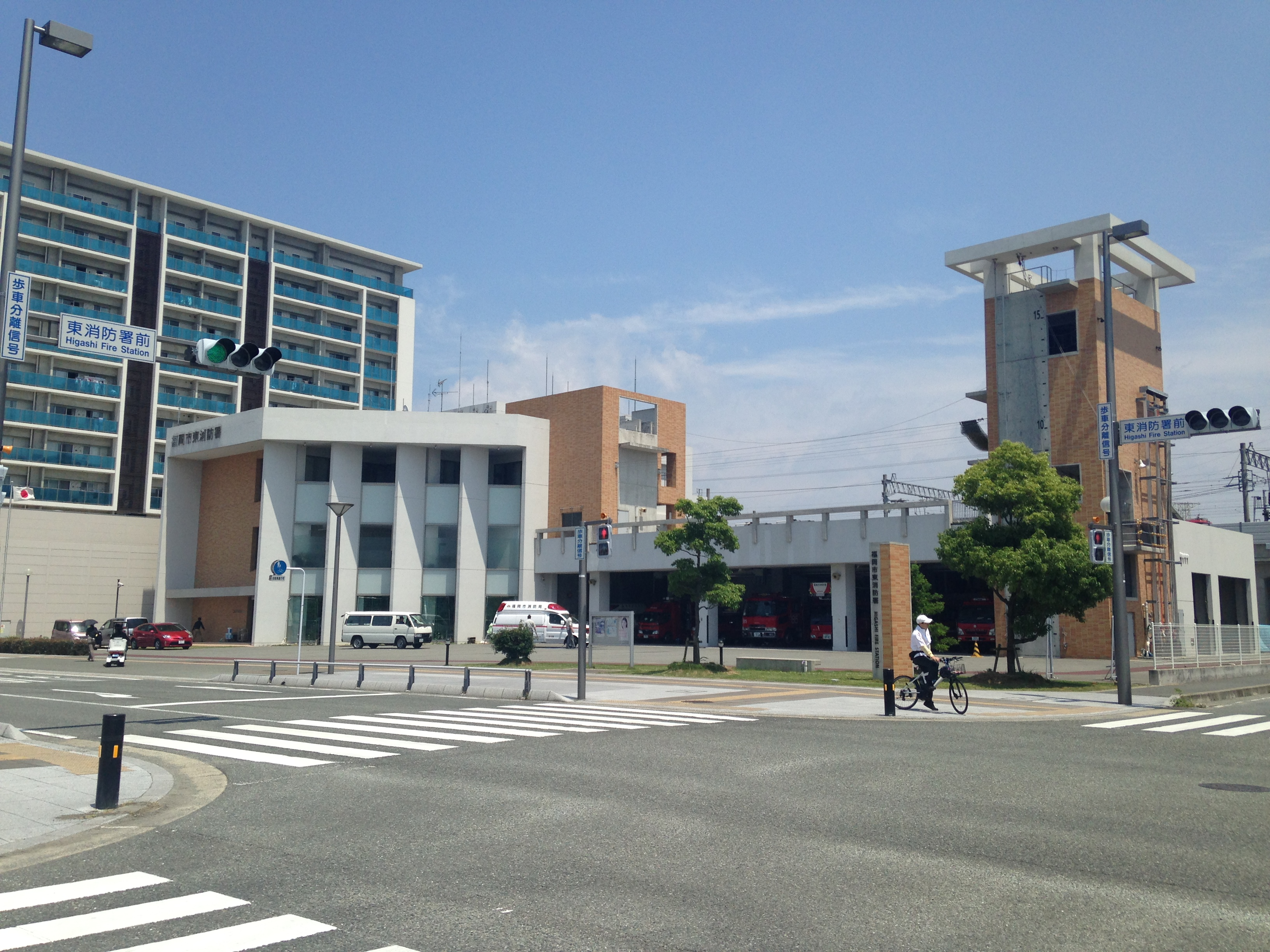
東消防署

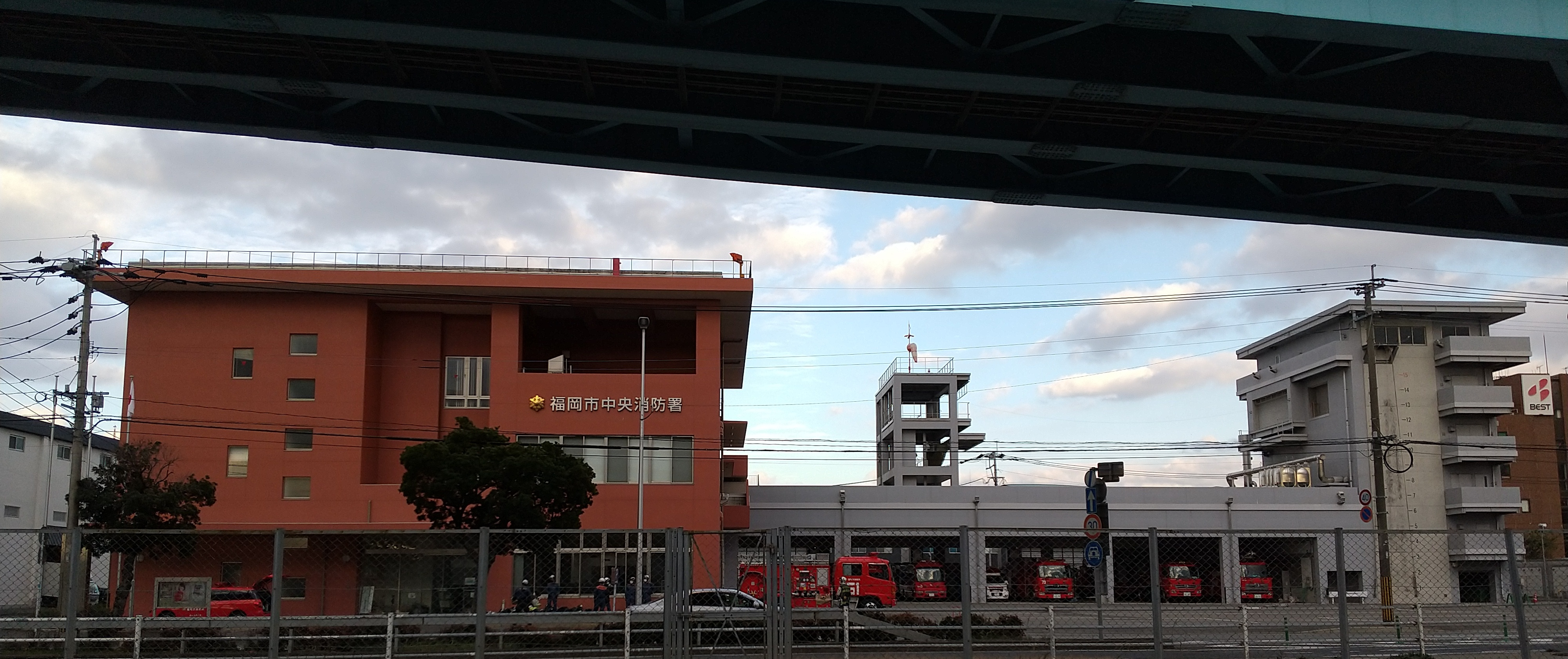
中央消防署

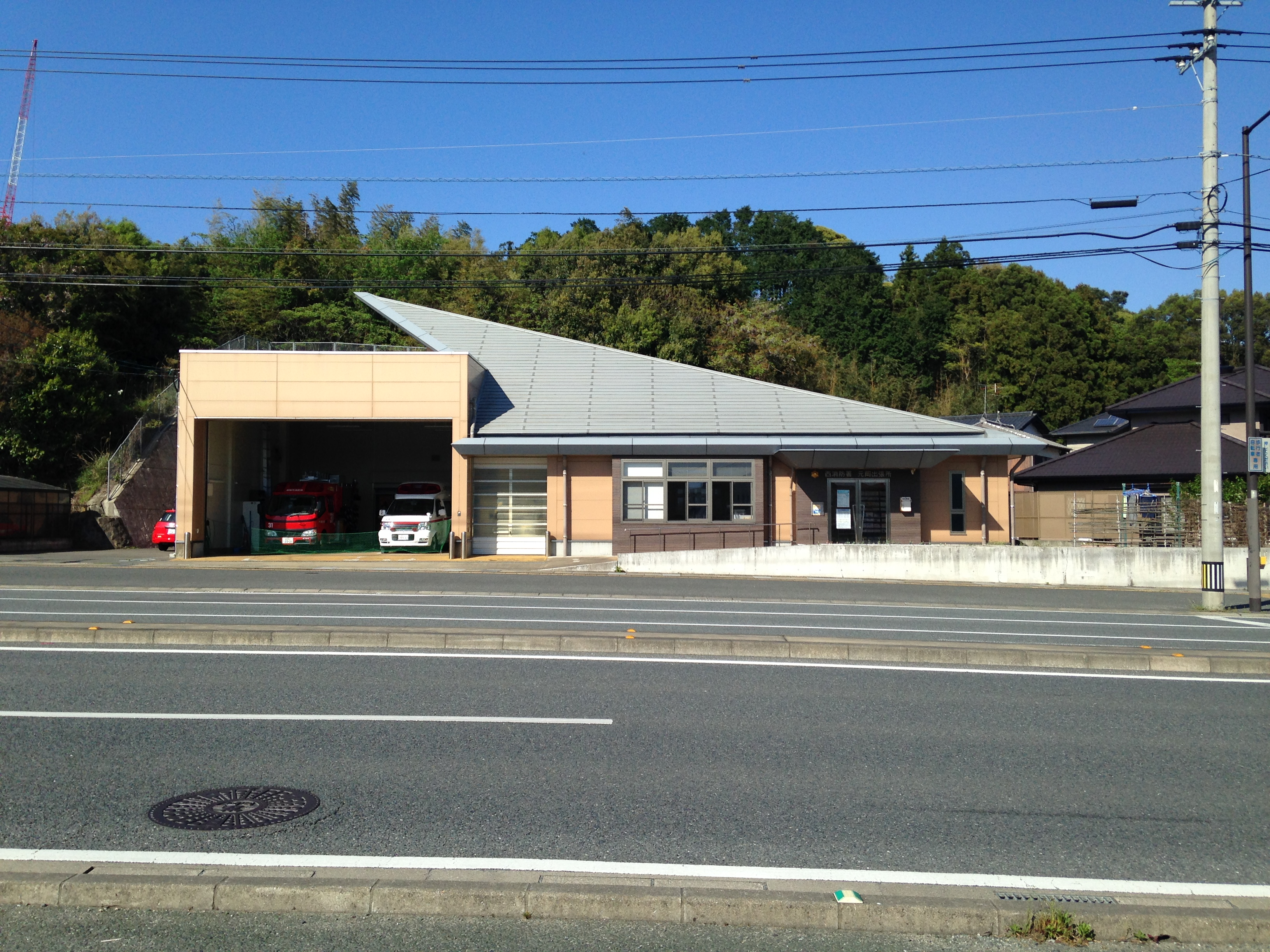
西消防署元岡出張所

| 総務部     | 総務課               | 総務係、企画調査係、財務係、消防広報係   | 総務係、企画調査係、財務係、消防広報係   |
| 総務部     | 総務課               | 主査（消防長会）                         |                                          |
| 総務部     | 総務課               | 消防音楽隊長                             |                                          |
| 総務部     | 職員課               | 人事係、職員支援係                       | 人事係、職員支援係                       |
| 総務部     | 管理課               | 機械係、管財係                           | 機械係、管財係                           |
| 総務部     | 管理課               | 主査（事業推進）                         |                                          |
| 総務部     | 管理課               | 課長（事業推進）                         |                                          |
| 警防部     | 警防課               | 警防係、救助係、機動救助係               | 警防係、救助係、機動救助係               |
| 警防部     | 消防団課             | 支援係、企画係                           | 支援係、企画係                           |
| 警防部     | 救急課               | 救急係、救急需要対策係、救急指導係       | 救急係、救急需要対策係、救急指導係       |
| 警防部     | 消防航空隊           | 航空第1・2係                             | 東区大字奈多字小瀬抜1302番47号           |
| 警防部     | 消防航空隊           | 運航第1～5係                             | 東区大字奈多字小瀬抜1302番47号           |
| 警防部     | 消防航空隊           | 整備第1～4係                             | 東区大字奈多字小瀬抜1302番47号           |
| 情報指令部 | 情報管理課           | 管理係、システム管理係                   | 管理係、システム管理係                   |
| 情報指令部 | 情報管理課           | 主査（システム等整備）                   |                                          |
| 情報指令部 | 災害救急指令センター | 指令第1・2係                             | 中央区舞鶴3丁目9番7号                    |
| 予防部     | 予防課               | 予防係、調査係                           | 予防係、調査係                           |
| 予防部     | 指導課               | 建築物係、危険物係、保安係               | 建築物係、危険物係、保安係               |
| 予防部     | 査察課               | 査察係、違反是正推進係、違反処理第1・2係 | 査察係、違反是正推進係、違反処理第1・2係 |
| 予防部     | 防災センター         | 管理係、防災普及係、講習係               | 早良区百道浜1丁目3番3号                  |
| 消防学校   | 教育課               | 校務係、教育第1～3係                     | 早良区西入部1丁目15番10号                |
| 東消防署   | 予防課               | 予防係、消防係、査察係、指導係           | 東区千早4丁目15番1号                     |
| 東消防署   | 警備課               | 警備係、救急係、調査係、警防係           | 東区千早4丁目15番1号                     |
| 東消防署   | 西戸崎出張所         | 西戸崎出張所                             | 東区西戸崎6丁目4番4号                    |
| 東消防署   | 和白出張所           | 和白出張所                               | 東区和白3丁目28番33号                    |
| 東消防署   | 多々良出張所         | 多々良出張所                             | 東区土井1丁目23番21号                    |
| 東消防署   | 箱崎出張所           | 箱崎出張所                               | 東区箱崎6丁目5番12号                     |
| 東消防署   | 水上出張所           | 水上出張所                               | 東区東浜2丁目1番53号                     |
| 博多消防署 | 予防課               | 予防係、消防係、査察係、指導係           | 博多区博多駅前4丁目19番7号               |
| 博多消防署 | 警備課               | 警備係、救急係、調査係、警防係           | 博多区博多駅前4丁目19番7号               |
| 博多消防署 | 空港出張所           | 空港出張所                               | 博多区上臼井454番1号（福岡空港）         |
| 博多消防署 | 堅粕出張所           | 堅粕出張所                               | 博多区堅粕2丁目13番7号                   |
| 博多消防署 | 冷泉出張所           | 冷泉出張所                               | 博多区上川端8番2号                       |
| 博多消防署 | 上牟田出張所         | 上牟田出張所                             | 博多区上牟田3丁目11番10号                |
| 博多消防署 | 板付出張所           | 板付出張所                               | 博多区板付2丁目5番6号                    |
| 博多消防署 | 那珂南出張所         | 那珂南出張所                             | 博多区西春町1丁目1番50号                 |
| 中央消防署 | 予防課               | 予防係、消防係、査察係、指導係           | 中央区那の津2丁目5番1号                  |
| 中央消防署 | 警備課               | 警備係、救急係、調査係、警防係           | 中央区那の津2丁目5番1号                  |
| 中央消防署 | 平尾出張所           | 平尾出張所                               | 中央区浄水通3番32号                      |
| 中央消防署 | 笹丘出張所           | 笹丘出張所                               | 中央区笹丘1丁目10番18号                  |
| 南消防署   | 予防課               | 予防係、消防係、査察指導係               | 南区塩原2丁目6番11号                     |
| 南消防署   | 警備課               | 警備係、救急係、調査係、警防係           | 南区塩原2丁目6番11号                     |
| 南消防署   | 曰佐出張所           | 曰佐出張所                               | 南区的場2丁目26番1号                     |
| 南消防署   | 花畑出張所           | 花畑出張所                               | 南区若久5丁目25番3号                     |
| 南消防署   | 桧原出張所           | 桧原出張所                               | 南区桧原1丁目33番39号                    |
| 城南消防署 | 予防課               | 予防係、査察指導係                       | 城南区神松寺2丁目19番12号                |
| 城南消防署 | 警備課               | 警備係、救急係、調査係、警防係           | 城南区神松寺2丁目19番12号                |
| 城南消防署 | 飯倉出張所           | 飯倉出張所                               | 城南区飯倉1丁目7番20号                   |
| 早良消防署 | 予防課               | 予防係、消防係、査察指導係               | 早良区百道浜1丁目3番1号                  |
| 早良消防署 | 警備課               | 警備係、救急係、調査係、警防係           | 早良区百道浜1丁目3番1号                  |
| 早良消防署 | 室見出張所           | 室見出張所                               | 早良区南庄1丁目12番18号                  |
| 早良消防署 | 田隈出張所           | 田隈出張所                               | 早良区野芥7丁目2番26号                   |
| 早良消防署 | 東入部出張所         | 東入部出張所                             | 早良区東入部7丁目20番6号                 |
| 西消防署   | 予防課               | 予防係、消防係、査察指導係               | 西区今宿東1丁目7番12号                   |
| 西消防署   | 警備課               | 警備係、救急係、調査係、警防係           | 西区今宿東1丁目7番12号                   |
| 西消防署   | 姪浜出張所           | 姪浜出張所                               | 西区姪浜4丁目1番19号                     |
| 西消防署   | 壱岐出張所           | 壱岐出張所                               | 西区野方1丁目14番4号                     |
| 西消防署   | 元岡出張所           | 元岡出張所                               | 西区元岡633番2号                         |

## 主力機械
|                              | 本部 | 消防学校 | 航空隊 | 東署 | 博多署 | 中央署 | 南署 | 城南署 | 早良署 | 西署 | 防災センター | 総数 |
| ---------------------------- | ---- | -------- | ------ | ---- | ------ | ------ | ---- | ------ | ------ | ---- | ------------ | ---- |
| 水槽付消防ポンプ自動車       | 1    |          |        | 6    | 8      | 4      | 5    | 2      | 3      | 4    |              | 33   |
| はしご付消防ポンプ自動車     |      |          |        | 1    | 1      | 1      | 1    | 1      | 1      | 1    |              | 7    |
| 小型はしご付消防ポンプ自動車 |      |          |        |      | 1      |        |      |        | 1      |      |              | 2    |
| 化学消防ポンプ自動車         |      |          |        | 1    |        |        |      |        | 1      |      |              | 2    |
| 大型化学高所放水自動車       |      |          |        |      | 1      | 1      |      |        |        |      |              | 2    |
| 小型消防ポンプ自動車積載型   |      |          |        | 1    |        |        | 1    |        | 1      |      |              | 3    |
| 指揮自動車                   |      |          |        | 1    | 1      | 1      | 1    | 1      | 1      | 1    |              | 7    |
| 救助工作車                   | 3    |          |        | 1    | 1      | 1      | 1    | 1      | 1      | 1    |              | 10   |
| 高規格救急自動車             | 2    |          |        | 8    | 8      | 5      | 5    | 3      | 5      | 5    |              | 41   |
| 原液自動車                   |      |          |        | 1    |        | 1      |      |        |        |      |              | 2    |
| 資機材搬送自動車             |      |          |        |      | 1      |        |      |        |        |      |              | 1    |
| 特殊災害対応車               | 1    |          |        | 1    |        |        | 1    |        |        |      |              | 3    |
| 拠点機能形成車               |      |          |        |      |        |        |      |        | 1      |      |              | 1    |
| 機動支援車                   | 1    |          |        |      |        |        |      |        |        |      |              | 1    |
| 照明自動車                   |      |          |        |      | 1      |        |      |        |        |      |              | 1    |
| ホース延長自動車             |      |          |        | 1    | 1      | 1      | 1    | 1      | 1      | 1    |              | 7    |
| 機動連絡自動車               |      |          |        |      |        |        |      |        | 1      |      |              | 1    |
| 緊急連絡自動車               | 5    |          | 1      | 1    | 1      | 1      | 1    | 1      | 1      | 1    |              | 13   |
| 査察自動車                   | 1    |          |        | 1    | 1      | 1      | 1    | 1      | 1      | 1    |              | 8    |
| 緊急輸送自動車               |      |          |        | 1    | 1      | 1      | 1    | 1      | 1      | 1    |              | 7    |
| 大型ブロアー車               | 1    |          |        |      |        |        |      |        |        |      |              | 1    |
| ウォーターカッター車         | 1    |          |        |      |        |        |      |        |        |      |              | 1    |
| 大型除染システム車           |      |          |        |      |        |        |      |        |        | 1    |              | 1    |
| 特別高度工作車               | 1    |          |        |      |        |        |      |        |        |      |              | 1    |
| 燃料補給車                   |      |          |        |      |        |        |      |        | 1      |      |              | 1    |
| 重機搬送車                   | 1    |          |        |      |        |        |      |        |        |      |              | 1    |
| 大容量送水ポンプ車           |      |          |        |      |        |        |      |        | 1      |      |              | 1    |
| 大型放水砲搭載ホース延長車   |      |          |        |      |        |        |      |        | 1      |      |              | 1    |
| 事務連絡車等                 | 19   | 3        | 2      | 9    | 11     | 6      | 5    | 3      | 5      | 6    | 3            | 72   |
| ヘリコプター                 |      |          | 2      |      |        |        |      |        |        |      |              | 2    |
| 消防艇                       |      |          |        | 1    |        |        |      |        |        |      |              | 1    |

## 消防学校
福岡市消防学校
消防吏員・消防団員の教育を行う。また、緊急消防援助隊エネルギー・産業基盤災害即応部隊（ドラゴンハイパー・コマンドユニット）用車両を配置している。
- 住所：福岡市早良区西入部1丁目15番

## 消防団
| 団         | 分団                                                                                             | 消防ポンプ自動車 （積載型） | 小型動力 ポンプ |
| ---------- | ------------------------------------------------------------------------------------------------ | --------------------------- | --------------- |
| 東消防団   | 箱崎、筥松、馬出、名島、多々良、香椎、和白、西戸崎、志賀                                         | 22                          | 6               |
| 博多消防団 | 大浜、御供所、奈良屋、冷泉、住吉、東住吉、堅粕、千代、吉塚、席田、月隈、那珂、板付、雑餉         | 14                          | 8               |
| 中央消防団 | 春吉、高宮、警固、大名、簀子、当仁、草ヶ江                                                       | 7                           | 0               |
| 南消防団   | 南高宮、三宅、三宅東、花畑、曰佐、五十川                                                         | 6                           | 4               |
| 早良消防団 | 西新、城南、長尾、原、田隈、入部、内野、脇山                                                     | 11                          | 25              |
| 西消防団   | 姪浜、能古、壱岐、金武、今宿、今津、周船寺、元岡、北崎                                           | 9                           | 29              |
| 水上消防団 | 伊崎水上、姪浜水上、能古水上、奈多水上、西浦水上、唐泊水上、玄界水上、小呂水上、志賀水上、弘水上 | 1                           | 18              |